# Кталамочита
Кталамочи́та (ісп. Ctalamochita), також відома під іменами Каламучита (ісп. Calamuchita) і Ріо-Терсеро (ісп. Río Tercero) — одна з найбільших річок аргентинської провінції Кордова.
Кталамочита тече із заходу на схід провінції Кордова. Витік знаходиться біля гори Чампакі на висоті близько 2000 м. Впадає до річки Каркаранья, яка є притокою Парани.
На річці збудовано кілька водосховищ (зокрема водосховище АЕС Ембальсе) і ГЕС (Ріо-Гранде, Реолін, Кассафуст, Фітц-Сімон, П'єдрас-Морас), вона популярна у туристів і є важливим центром риболовлі. На берегах річки знаходяться міста Ріо-Терсеро, Вілья-Марія, Вілья-Нуева, Белл-Вільє, Леонес та інші. Над річкою збудовано 27 мостів.
Походження назви Кталамочита точно невідоме. Є гіпотези, що це слово індіанської мови кечуа або перекручене іспанське слово. З XVIII ст. річка називалася Ріо-Терсеро (ісп. Río Tercero — третя річка), оскільки вона є третьою за рахунком з півночі на південь великою річкою провінції Кордова. Ця назва використовувалася до 1980-х років, коли було вирішено повернути річці її первісне ім'я.